# Liste der Naturdenkmale in Satow
Die Liste der Naturdenkmale in Satow nennt die Naturdenkmale in der Gemeinde Satow im Landkreis Rostock in Mecklenburg-Vorpommern.

## Naturdenkmale
| Bild | Nr.       | Bezeichnung                        | Standort                                                                          | Beschreibung | Schutzzweck | Verordnung    |
| ---- | --------- | ---------------------------------- | --------------------------------------------------------------------------------- | ------------ | ----------- | ------------- |
| BW   | 012ND01   | Eiche                              | Hohen Luckow Schloss (53° 59′ 3″ N, 11° 57′ 43″ O)                                |              |             | 28. Jan. 1939 |
| BW   | 012ND02   | 13 Linden                          | Hohen Luckow Lindenberg (53° 58′ 44,8″ N, 11° 57′ 15,7″ O)                        |              |             | 1. Juli 1942  |
| BW   | 012ND03   | Eiche                              | Klein Bölkow Zum Buchenberg (54° 0′ 47,2″ N, 11° 58′ 35,7″ O)                     |              |             | 1. Juli 1942  |
| BW   | 012ND04   | 2 Linden                           | Klein Bölkow Am Wasserwerk 4 (54° 0′ 40,8″ N, 11° 58′ 12,9″ O)                    |              |             | 1. Juli 1942  |
| BW   | 056ND01   | Sommerlinde                        | Berendshagen Dörpstraat 6 (53° 56′ 47,6″ N, 11° 49′ 53,7″ O)                      |              |             | 14. Nov. 1984 |
| BW   | 056ND02   | Stieleiche                         | Berendshagen nordwestlich des Ortes (53° 56′ 53,9″ N, 11° 49′ 47,7″ O)            |              |             | 14. Nov. 1984 |
| BW   | 056ND03   | Eiche                              | Berendshagen westlicher Ortsrand (53° 56′ 44″ N, 11° 49′ 47,1″ O)                 |              |             | 1. Juli 1942  |
| BW   | 056ND04   | Stieleiche                         | Radegast Östlich des Ortes, südlich der L10 (53° 58′ 4″ N, 11° 51′ 36″ O)         |              |             | 14. Nov. 1984 |
| BW   | 056ND06   | 4 Eichen                           | Radegast (53° 57′ 57,4″ N, 11° 50′ 59,2″ O)                                       |              |             | 1. Juli 1942  |
| BW   | 056ND07   | Stieleiche                         | Radegast Westseite der Landstraße (53° 57′ 57,9″ N, 11° 50′ 57,6″ O)              |              |             | 1. Juli 1942  |
| BW   | 056ND08   | Stieleiche                         | Radegast Ostseite der Landstraße (53° 57′ 58,3″ N, 11° 50′ 59,4″ O)               |              |             | 1. Juli 1942  |
| BW   | 056ND10   | Stieleiche                         | Radegast südlich An der Eiche 7 (53° 57′ 58,5″ N, 11° 51′ 2,4″ O)                 |              |             | 14. Nov. 1984 |
| BW   | 056ND13   | 2 Stieleichen                      | Miekenhagen Verbindungsstraße (53° 58′ 41,9″ N, 11° 50′ 17,1″ O)                  |              |             | 14. Nov. 1984 |
| BW   | 069ND01   | Stieleichengruppe, 5 Stück         | Gerdshagen nördlich des Guts (53° 59′ 47,1″ N, 11° 50′ 17,8″ O)                   |              |             | 14. Nov. 1984 |
| BW   | 069ND02   | Stieleiche                         | Gerdshagen nördlich des Gutspark (53° 59′ 51,9″ N, 11° 50′ 23,1″ O)               |              |             | 14. Nov. 1984 |
| BW   | 069ND06   | Stieleiche                         | Gerdshagen Satower Straße / zum Buschlingsberg (53° 59′ 46,2″ N, 11° 50′ 34,4″ O) |              |             | 28. Jan. 1939 |
| BW   | 069ND07   | 2 Stieleichen                      | Gerdshagen nördlich der Satower Straße (53° 59′ 57,4″ N, 11° 50′ 25,5″ O)         |              |             | 14. Nov. 1984 |
| BW   | 069ND08   | Stieleichengruppe, 5 Stück         | Gerdshagen nördlich der Satower Straße, am Bach (54° 0′ 9,2″ N, 11° 50′ 18,9″ O)  |              |             | 14. Nov. 1984 |
| BW   | 069ND09   | Rosskastanie                       | Gerdshagen nördlich der Satower Straße, am Bach (54° 0′ 12,1″ N, 11° 50′ 21″ O)   |              |             | 14. Nov. 1984 |
| BW   | 069ND10   | Stieleiche                         | Gerdshagen nördlich der Satower Straße, im Feld (54° 0′ 15,8″ N, 11° 50′ 12,1″ O) |              |             | 14. Nov. 1984 |
| BW   | 069ND11   | 2 Stieleichen                      | Rederank am Weg nach Retschow (54° 0′ 23,3″ N, 11° 51′ 5,7″ O)                    |              |             | 14. Nov. 1984 |
| BW   | 069ND12   | Stieleiche                         | Rederank beim Weg nach Retschow (54° 0′ 24,5″ N, 11° 51′ 13,5″ O)                 |              |             | 14. Nov. 1984 |
| BW   | 069ND13   | Gruppe von 3 Stieleichen           | Rosenhagen Zum Gutshaus (53° 58′ 26″ N, 11° 47′ 57,1″ O)                          |              |             | 14. Nov. 1984 |
| BW   | 069ND17   | 2 Stieleichen                      | Klein Siemen / Gerdshagen an der Sieme (54° 0′ 25,3″ N, 11° 49′ 40,9″ O)          |              |             | 14. Nov. 1984 |
| BW   | 069ND18   | Linde                              | Satow-Niederhagen Hauptstraße (53° 59′ 20,9″ N, 11° 53′ 25,9″ O)                  |              |             | 26. Aug. 1943 |
| BW   | 069ND19   | Silberpappel                       | Gerdshagen Gutspark (53° 59′ 47,9″ N, 11° 50′ 28,7″ O)                            |              |             | 28. Jan. 1939 |
| BW   | 069ND20   | Linde                              | Gerdshagen Gutspark (53° 59′ 44,4″ N, 11° 50′ 29″ O)                              |              |             | 28. Jan. 1939 |
| BW   | 069ND21   | 2 Eschen                           | Hanstorf Kirche/KiTa (54° 2′ 32,8″ N, 11° 56′ 52,2″ O)                            |              |             | 1. Juli 1942  |
| BW   | 069ND22   | Esche                              | Hanstorf Doberaner Str. 63 (54° 2′ 25,8″ N, 11° 56′ 56,7″ O)                      |              |             | 1. Juli 1942  |
| BW   | 069ND23   | Linde                              | Hanstorf SÖ Kirche (54° 2′ 33,7″ N, 11° 56′ 53,2″ O)                              |              |             | 26. Aug. 1943 |
| BW   | 069ND24   | Opferstein                         | Rosenhagen Zum Gutshaus (53° 58′ 41,5″ N, 11° 48′ 19,5″ O)                        |              |             | 1. Juli 1942  |
| BW   | 069ND25   | Eiche                              | Rosenhagen An der Eiche 1 (53° 58′ 0,3″ N, 11° 51′ 4,9″ O)                        |              |             | 1. Juli 1942  |
| BW   | 069ND26   | Linde                              | Gorow Zu den Linden 1 (54° 1′ 45,7″ N, 11° 57′ 22″ O)                             |              |             | 1. Juli 1942  |
| BW   | 069ND27   | Platane                            | Gorow KGA Gorow (54° 1′ 45,6″ N, 11° 57′ 26,2″ O)                                 |              |             | 1. Juli 1942  |
| BW   | 069ND28   | Eiche                              | Gorow Kastanienstraße (54° 1′ 47,5″ N, 11° 57′ 19,7″ O)                           |              |             | 1. Juli 1942  |
| BW   | 069ND29   | 4 Linden                           | Berendshagen Stiller Winkel 3 (53° 56′ 42″ N, 11° 49′ 57,8″ O)                    |              |             | 1. Juli 1942  |
| BW   | 069ND30   | 5 Linden                           | Berendshagen Stiller Winkel 5 (53° 56′ 40,1″ N, 11° 49′ 57,3″ O)                  |              |             | 1. Juli 1942  |
| BW   | 069ND31   | 2 Buchen                           | Berendshagen Stiller Winkel 5 (53° 56′ 41,4″ N, 11° 49′ 55,1″ O)                  |              |             | 1. Juli 1942  |
| BW   | 069ND32   | 2 echte Kastanien                  | Hohen Luckow Rostocker Str. 24 / W Schloss (53° 59′ 2,2″ N, 11° 57′ 38,3″ O)      |              |             | 28. Jan. 1939 |
| BW   | 069ND33   | Eibe                               | Hohen Luckow N Schloss (53° 59′ 2,8″ N, 11° 57′ 43″ O)                            |              |             | 28. Jan. 1939 |
| BW   | 069ND34   | Eiche                              | Hohen Luckow Rostocker Str. 24 (53° 59′ 1,5″ N, 11° 57′ 35,3″ O)                  |              |             | 1. Juli 1942  |
| BW   | 069ND35   | Linde                              | Hohen Luckow Rostocker Str. 23 (53° 59′ 0,9″ N, 11° 58′ 0,6″ O)                   |              |             | 1. Juli 1942  |
| BW   | 069ND36   | 2 Alleen alter Linden              | Hohen Luckow Schloss-Zufahrten (53° 58′ 58,1″ N, 11° 57′ 41,4″ O)                 |              |             | 1. Juli 1942  |
| BW   | 069ND37   | 2 Eichen                           | Rederank Am Mühlbach (54° 0′ 39,9″ N, 11° 52′ 28,3″ O)                            |              |             | 1. Juli 1942  |
| BW   | 069ND38   | 5 Linden                           | Rederank Schlossallee 22, südlich Gutshaus (54° 0′ 51,8″ N, 11° 52′ 16,1″ O)      |              |             | 1. Juli 1942  |
| BW   | 069ND39-1 | 1. von 4 der ursprünglich 6 Eichen | Rederank (54° 0′ 45,4″ N, 11° 52′ 12,7″ O)                                        |              |             | 1. Juli 1942  |
| BW   | 069ND40   | 2 Eichen                           | Rederank Schlossallee 19 (54° 0′ 49,6″ N, 11° 52′ 20,8″ O)                        |              |             | 1. Juli 1942  |
| BW   | 069ND41   | Zwillingsbuche                     | Rederank Kastanienallee (54° 0′ 56,2″ N, 11° 52′ 12,2″ O)                         |              |             | 1. Juli 1942  |
| BW   | 069ND42   | Eiche                              | Rederank K 5 (54° 1′ 18,9″ N, 11° 51′ 49″ O)                                      |              |             | 1. Juli 1942  |
| BW   | 069ND43   | 4 Buchen                           | Miekenhagen NÖ des Ortes (53° 58′ 49″ N, 11° 50′ 55,4″ O)                         |              |             | 26. Aug. 1943 |
| BW   | 069ND44   | Eiche                              | Miekenhagen (53° 58′ 51,5″ N, 11° 51′ 0,3″ O)                                     |              |             | 26. Aug. 1943 |
| BW   | 069ND45-1 | 1. von 2 der ursprünglich 3 Buchen | Miekenhagen Ö des Ortes (53° 58′ 46,5″ N, 11° 50′ 59,7″ O)                        |              |             | 26. Aug. 1943 |
| BW   | 069ND46   | Esche                              | Radegast Landstraße, Nordende des Teichs (53° 57′ 58,9″ N, 11° 51′ 0,7″ O)        |              |             | 14. Nov. 1984 |
| BW   | 069ND47   | Stieleiche                         | Satow nördlich des Ortes; östlich des Bachs (54° 0′ 20,1″ N, 11° 50′ 24,6″ O)     |              |             | 14. Nov. 1984 |
| BW   | 069ND48   | Winterlinge                        | Satow Parkstr. 2 (53° 59′ 26,8″ N, 11° 53′ 19,8″ O)                               |              |             | 28. Jan. 1939 |

## Flächennaturdenkmale
| Bild | Nr.        | Bezeichnung                  | Standort                                                                             | Beschreibung     | Schutzzweck | Verordnung |
| ---- | ---------- | ---------------------------- | ------------------------------------------------------------------------------------ | ---------------- | ----------- | ---------- |
| BW   | fnd dbr 12 | Park Hohen Luckow            | Hohen Lukow nördlich des Herrenhauses Hohen Luckow (53° 59′ 2,2″ N, 11° 57′ 42,5″ O) | Fläche 2,72 ha.  |             | 1984       |
| BW   | fnd dbr 13 | Lindenberg                   | Hohen Lukow (53° 58′ 44,8″ N, 11° 57′ 16,6″ O)                                       | Fläche 0,26 ha.  |             | 1984       |
| BW   | fnd dbr 25 | Radegaster Grund             | (53° 57′ 55″ N, 11° 52′ 17,4″ O)                                                     | Fläche 4,74 ha.  |             | 1984       |
| BW   | fnd dbr 27 | Reinshäger Moor              | (54° 3′ 2,2″ N, 11° 54′ 37,8″ O)                                                     | Fläche 5,91 ha.  |             | 1984       |
| BW   | fnd dbr 29 | Krambsmoor                   | (54° 2′ 55″ N, 11° 55′ 28,2″ O)                                                      | Fläche 1,58 ha.  |             | 1984       |
| BW   | fnd dbr 33 | Tannenmoor                   | (53° 59′ 46″ N, 11° 51′ 16,9″ O)                                                     | Fläche 6,27 ha.  |             | 1984       |
| BW   | fnd dbr 34 | Vogelbruch                   | (53° 59′ 59,3″ N, 11° 51′ 7,1″ O)                                                    | Fläche 2,22 ha.  |             | 1984       |
| BW   | fnd dbr 35 | Adalberger Bruch             | (54° 0′ 6,1″ N, 11° 51′ 52,2″ O)                                                     | Fläche 14,80 ha. |             | 1984       |
| BW   | fnd dbr 36 | Wolfsbruch                   | Rosenhagen (53° 58′ 21,8″ N, 11° 48′ 4,1″ O)                                         | Fläche 4,18 ha.  |             | 1984       |
| BW   | fnd dbr 54 | Mündungsgebiet Waidbach-Beke | (53° 58′ 37,9″ N, 12° 0′ 46,1″ O)                                                    | Fläche 0,80 ha.  |             | 1986       |